# Zhang Yu (tiradora)
Zhang Yu (en chino: 张雨; 17 de abril de 2000) es una deportista china que compite en tiro, en la modalidad de rifle. Ganó dos medallas de bronce en el Campeonato Mundial de Tiro de 2022, en las pruebas de rifle 10 m y rifle 10 m mixto.

## Palmarés internacional
| Campeonato Mundial | Campeonato Mundial | Campeonato Mundial | Campeonato Mundial |
| Año                | Lugar              | Medalla            | Prueba             |
| ------------------ | ------------------ | ------------------ | ------------------ |
| 2022               | El Cairo (Egipto)  | Medalla de bronce  | Rifle 10 m         |
| 2022               | El Cairo (Egipto)  | Medalla de bronce  | Rifle 10 m mixto   |